# Spathius montivagans
Spathius montivagans är en stekelart som beskrevs av Chao 1977. Spathius montivagans ingår i släktet Spathius och familjen bracksteklar. Inga underarter finns listade i Catalogue of Life.